# レット・イット・ロール ソングス・オブ・ジョージ・ハリスン
『レット・イット・ロール ソングス・オブ・ジョージ・ハリスン』(Let It Roll: Songs by George Harrison)は、2009年6月16日に発表されたジョージ・ハリスンのベスト・アルバム。日本国内では7月8日にリリースされた。

## 解説
ビートルズ解散後のジョージ・ハリスンのソロ活動を総括したベスト・アルバム。
過去、1976年に『ザ・ベスト・オブ・ジョージ・ハリスン』が、1989年に『ダーク・ホース 1976-1989』が発表されているが、前者はレコード会社移籍の際に発表されたものであり、後者は自身のレーベル「ダーク・ホース」で発表した曲のみで構成されており（しかも現時点では廃盤状態）、両レーベルでのキャリアを総括した初のベスト・アルバムとなる。
選曲はジョージの妻オリヴィア・ハリスンが行なった。なお、収録に当たってジョージ・マーティンの息子であるジャイルズ・マーティンがデジタル・リマスターを担当した。
『バングラデシュ・コンサート』に収録された、ビートルズ時代のナンバーも収録されている。また、遺作となったアルバム『ブレインウォッシュド』からも3曲が収録されている。

## 収録曲
※全作詞・作曲：ジョージ・ハリスン（特記除く）
1. セット・オン・ユー - Got My Mind Set On You 3:52
（作詞・作曲: ルディ・クラーク）
『クラウド・ナイン』（1987年）収録
2. ギヴ・ミー・ラヴ - Give Me Love (Give Me Peace On Earth) 3:35
『リヴィング・イン・ザ・マテリアル・ワールド』（1973年）収録
3. サー・フランキー・クリスプのバラード - Ballad Of Sir Frankie Crisp (Let It Roll) 3:48
『オール・シングス・マスト・パス』（1970年）収録
4. マイ・スウィート・ロード - My Sweet Lord 4:40
『オール・シングス・マスト・パス』（1970年）収録
5. ホワイル・マイ・ギター・ジェントリー・ウィープス（ライブ） - While My Guitar Gently Weeps(Live) 4:46
『バングラデシュ・コンサート』（1971年）収録
6. オール・シングス・マスト・パス - All Things Must Pass 3:46
『オール・シングス・マスト・パス』（1970年）収録
7. エニイ・ロード - Any Road 3:52
『ブレインウォッシュド』（2002年）収録
8. ディス・イズ・ラヴ - This is Love 3:47
（作詞・作曲: ジェフ・リン, ジョージ・ハリスン）
『クラウド・ナイン』（1987年）収録
9. 過ぎ去りし日々 - All Those Years Ago 3:46
『想いは果てなく〜母なるイングランド』（1981年）収録
10. マルワ・ブルース - Marwa Blues 3:41
『ブレインウォッシュド』（2002年）収録
11. 美しき人生 - What Is Life 4:25
『オール・シングス・マスト・パス』（1970年）収録
12. 悠久の輝き - Rising Sun 5:27
『ブレインウォッシュド』（2002年）収録
13. FAB - When We Was Fab 3:51
（作詞・作曲: ジェフ・リン, ジョージ・ハリスン）
『クラウド・ナイン』（1987年）収録
14. サムシング（ライブ） - Something(Live) 3:10
『バングラデシュ・コンサート』（1971年）収録
15. ブロー・アウェイ - Blow Away 3:59
『慈愛の輝き』（1979年）収録
16. チアー・ダウン - Cheer Down 4:06 （作詞: トム・ペティ）
1989年公開の映画『リーサル・ウェポン2/炎の約束』主題歌。
17. ヒア・カムズ・ザ・サン（ライブ） - Here Comes The Sun(Live) 2:54
『バングラデシュ・コンサート』（1971年）収録
18. アイ・ドント・ウォント・トゥ・ドゥ・イット（青春の想い） - I Don't Want To Do It 2:54
（作詞・作曲: ボブ・ディラン）
1985年公開の映画『ポーキーズ最後の反撃!』(Porky's Revenge)主題歌。アルバム・バージョン。
19. イズント・イット・ア・ピティー - Isn't It A Pity 7:07
『オール・シングス・マスト・パス』（1970年）収録
20. イズント・イット・ア・ピティー（デモ・バージョン） - Isn't It A Pity (Demo Version) 2:58
iTunes Store販売版のみの未発表ボーナス・トラック